# Xavier Tárrega Bernal
Xavier Josep Tárrega Bernal (Benicàssim, 1943) és un enginyer agrònom, professor i polític valencià.
Germà de Domingo Tárrega Bernal, es va llicenciar i doctorar en Enginyeria Agrònoma. Posteriorment ha treballat com a professor de genètica vegetal a la Universitat de València i a la Universitat de Castelló, com agricultor i administrador de finques. Militant del PSPV-PSOE, ha estat escollit regidor a l'ajuntament de Benicàssim a les eleccions municipals espanyoles de 1979 i diputat a la Diputació Provincial de Castelló.
Fou elegit diputat a les eleccions generals espanyoles de 1982, 1986 i 1989. Fou Secretari Primer de la Comissió Mixta per a les Comunitats Europees i vocal de la Comissió d'Agricultura, Ramaderia i Pesca del Congrés dels Diputats. Actualment és secretari d'agricultura de la Unió de Petits Agricultors i Ramaders del País Valencià.